# タークシン橋

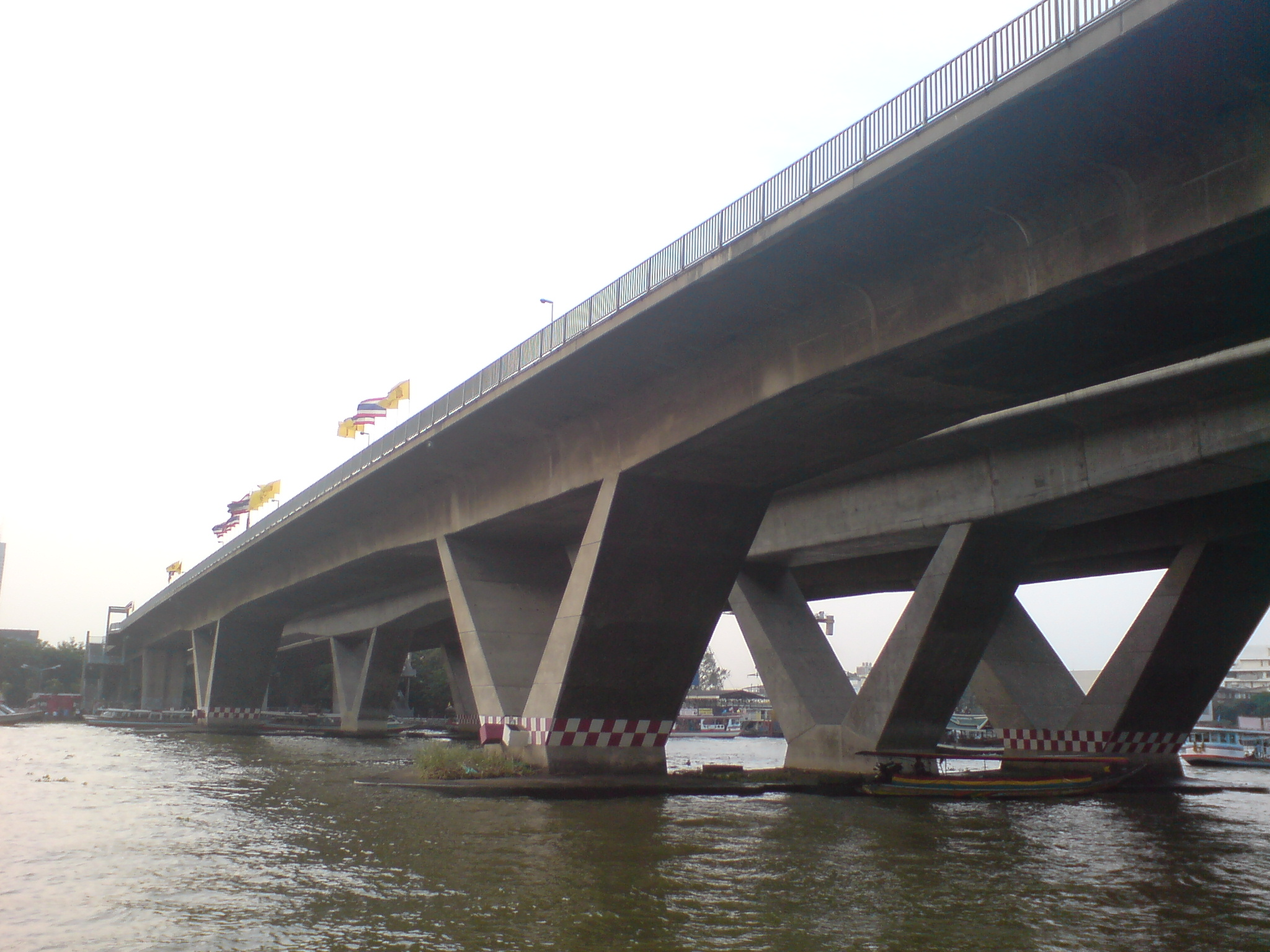
タークシン橋

タークシン橋（英語：Taksin Bridge タイ語：สะพานสมเด็จพระเจ้าตากสินมหาราช）とは、タイ・バンコクのチャオプラヤ川にかかる鉄道道路併用橋。全長は1791m。
タイ語でサパンは橋の意味で、サパンタークシンと呼ばれることが多い。
1979年2月1日完成、1982年5月6日供用開始。中央がバンコク・スカイトレインの線路で、その両脇が上下線で分離された道路となっている。橋脚の下には、チャオプラヤー・エクスプレスの起点である、CPサートン（中央桟橋）の船着場がある。

## アクセス
- バンコク・スカイトレイン:　サパーンタークシン駅
- チャオプラヤー・エクスプレス:　CP サートン（中央桟橋）